# Premio Richard Dawkins

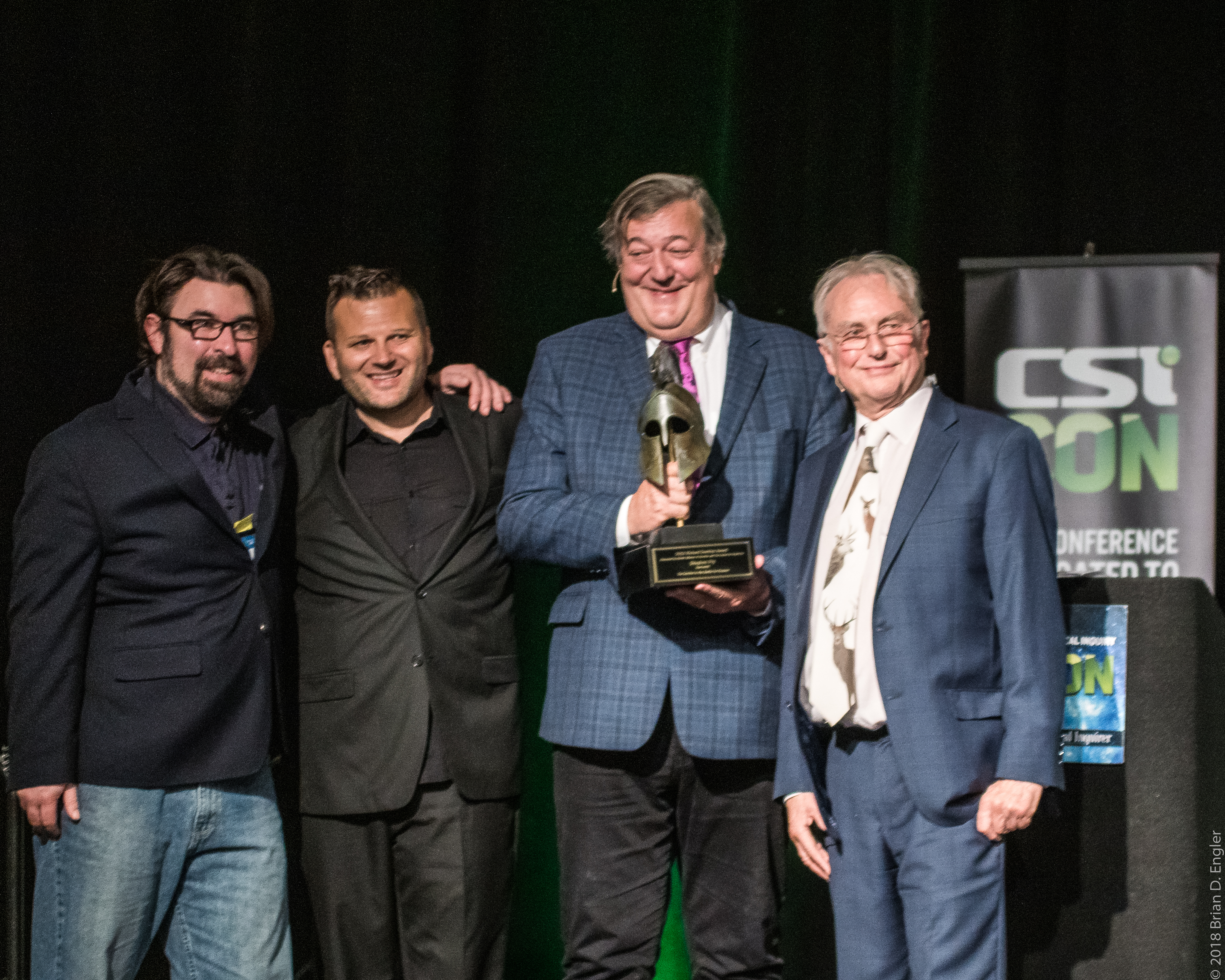
El director ejecutivo de la Alianza Atea de América, CW Brown, y el presidente, Mark Gura, entregan el Premio AAA Richard Dawkins 2018 a Stephen Fry, con la asistencia de Richard Dawkins en la CSICon 2018 en Las Vegas.

El Premio Richard Dawkins es un galardón otorgado anualmente desde el 2003 a una o varias personas por la Alianza Atea Internacional durante su conferencia anual, en reconocimiento a una labor destacada en favor de los principios de dicha organización. El premio fue bautizado en honor del científico y militante ateo Richard Dawkins. Los criterios oficiales establecen que:
El Premio Richard Dawkins será otorgado cada año para honrar a un ateo excepcional cuyas contribuciones llamen la atención pública en favor de la postura vital del no-teísta; quien a través de escritos, medios de comunicación, artes plásticas, películas o del escenario, abogue por el aumento del conocimiento científico; quien a través de su trabajo o ejemplo enseñe la aceptación de la filosofía no-teísta; y cuya postura pública refleje la inflexible postura no-teísta de la vida del Dr. Richard Dawkins.
Dawkins ha proporcionado argumentos en contra de la religión a través de su carrera, en los trabajos escritos publicados como, por ejemplo, el libro The God Delusion (2006) y en documentales como The Root of All Evil? (2006). 

## Lista de Premiados
- 2003 — James Randi (Premio de Inauguración)
- 2004 — Ann Druyan
- 2005 — Penn & Teller
- 2006 — Julia Sweeney
- 2007 — Daniel Dennett
- 2008 — Ayaan Hirsi Ali
- 2009 — Bill Maher
- 2010 — Susan Jacoby
- 2011 — Christopher Hitchens
- 2012 — Eugenie Scott[1]
- 2013 — Steven Pinker
- 2014 — Rebecca Goldstein
- 2015 — Jerry Coyne
- 2016 — Lawrence M. Krauss

- 2017 — David Silverman
- 2018 — Stephen Fry
- 2019 — Ricky Gervais